# Дзендзель, Мариан
Мариан Дзендзель (пол. Marian Dziędziel; род. 5 августа 1947 года, с Галковице, ПНР) — польский актёр театра и кино.

## Биография
Мариан Дзендзель родился 5 августа 1947 года в селе Галковице, (Силезское воеводство, ПНР). Когда Мариан был ещё маленький, его родители переехали в Водзислав-Слёнски, где он пошел учиться и в 1964 году окончил среднюю школу № 1. После получения среднего образования поступил в Государственную высшую актёрскую школу имени Людвика Сольского, которую окончил в 1969 году с отметкой в дипломе о том, что ему стоит подкорректировать польское произношение, так как Дзендзель больше говорил на силезском диалекте. С 1969 года по настоящее время является актёром труппы Театра имени Юлиуша Словацкого в Кракове.
В 2004 году за роль в фильме Войцеха Смажовского Свадьба Мариан Дзенздель был удостоен награды за лучшую мужскую роль на кинофестивале в Гдыне. В 2010 году награждён премией «Золотая утка» киножурнала «Film» за роль в фильме Плохой дом.
В 1983 году Мариан Дзендзель был награждён Крестом Заслуги III степени. В 2012 году специальной медалью «За заслуги в культуре Gloria Artis». В 2013 году президент Бронислав Комаровский лично наградил Дзендзеля Орденом Возрождения Польши за достижения в художественном и театральном искусстве и выдающийся вклад в польскую культуру. Мариан Дзендзель является почетным гражданином Годувской гмины.

## Личная жизнь
Был женат на актрисе Хелине Выродек до её смерти в 2008 году. Две дочери Аугустина и Янина.

## Избранная фильмография
- 1968 — Ставка больше, чем жизнь (16-я серия) – человек Томалы
- 1986 — Борис Годунов
- 1994 — Смерть как ломтик хлеба
- 2002 — Пианист
- 2004 — Ва-банк 3
- 2009 — Плохой дом
- 2011 — Варшавская битва 1920 года
- 2014 — Песни пьющих